# Голеше-Малі
Голеше-Малі (пол. Golesze Małe) — село в Польщі, у гміні Вольбуж Пйотрковського повіту Лодзинського воєводства.
Населення — 84 особи (2011).
У 1975-1998 роках село належало до Пйотрковського воєводства.

## Демографія
Демографічна структура станом на 31 березня 2011 року:
|          | Загалом | Допрацездатний вік | Працездатний вік | Постпрацездатний вік |
| -------- | ------- | ------------------ | ---------------- | -------------------- |
| Чоловіки | 43      | 10                 | 30               | 3                    |
| Жінки    | 41      | 6                  | 28               | 7                    |
| Разом    | 84      | 16                 | 58               | 10                   |